# Station Højslev
Station Højslev is een station in Højslev in de Deense gemeente Skive. Het station  ligt aan de lijn Langå - Struer. Het stationsgebouw uit 1864 is verdwenen.
Højslev wordt bediend door de treinen van Arriva op de lijn Aarhus - Struer. Een paar keer per dag wordt de dienst gereden door treinen van de DSB.